# Portal del carrer Vilatenim
El Portal del carrer Vilatenim és una obra de Vilabertran (Alt Empordà) inclosa a l'Inventari del Patrimoni Arquitectònic de Catalunya.

## Descripció
Situat dins del nucli urbà de la població de Vilatenim, a la banda de llevant del terme, donant accés a un parc situat al carrer de Vilatenim.
Es tracta d'un portal de grans dimensions de mig punt bastit amb grans dovelles de pedra calcària de tonalitat blanquinosa i els brancals fets de carreus ben desbastats. A la clau hi ha un escut en baix relleu amb la data 1588 gravada. Per la banda interior, el portal és d'arc rebaixat i està construït amb pedra calcària desbastada. El mur on s'integra l'obertura ha estat refet en pedra sense treballar i fragments de maons.